# Жагань (гміна)
Гміна Жагань (пол. Gmina Żagań) — сільська гміна у північно-західній Польщі. Належить до Жаганського повіту Любуського воєводства.
Станом на 31 грудня 2011 у гміні проживало 7140 осіб.

## Територія
Згідно з даними за 2007 рік площа гміни становила 281.11 км², у тому числі:
- орні землі: 36.00 %
- ліси: 48.00 %

Таким чином, площа гміни становить 24.85 % площі повіту.

## Населення
Станом на 31 грудня 2011:
| Опис     | Загалом | Загалом | Чоловіки | Чоловіки | Жінки | Жінки |
| -------- | ------- | ------- | -------- | -------- | ----- | ----- |
| одиниця  | осіб    | %       | осіб     | %        | осіб  | %     |
| все      | 7140    | 100     | 3631     | 50.85    | 3509  | 49.15 |
| міське   | 0       | 100     | 0        |          | 0     |       |
| сільське | 7140    | 100     | 3631     | 50.85    | 3509  | 49.15 |

## Сусідні гміни
Гміна Жагань межує з такими гмінами: Бжезьниця, Жагань, Жари, Ілова, Маломіце, Новоґруд-Бобжанський, Осечниця, Шпротава.